# Weiden-Saumbandspanner

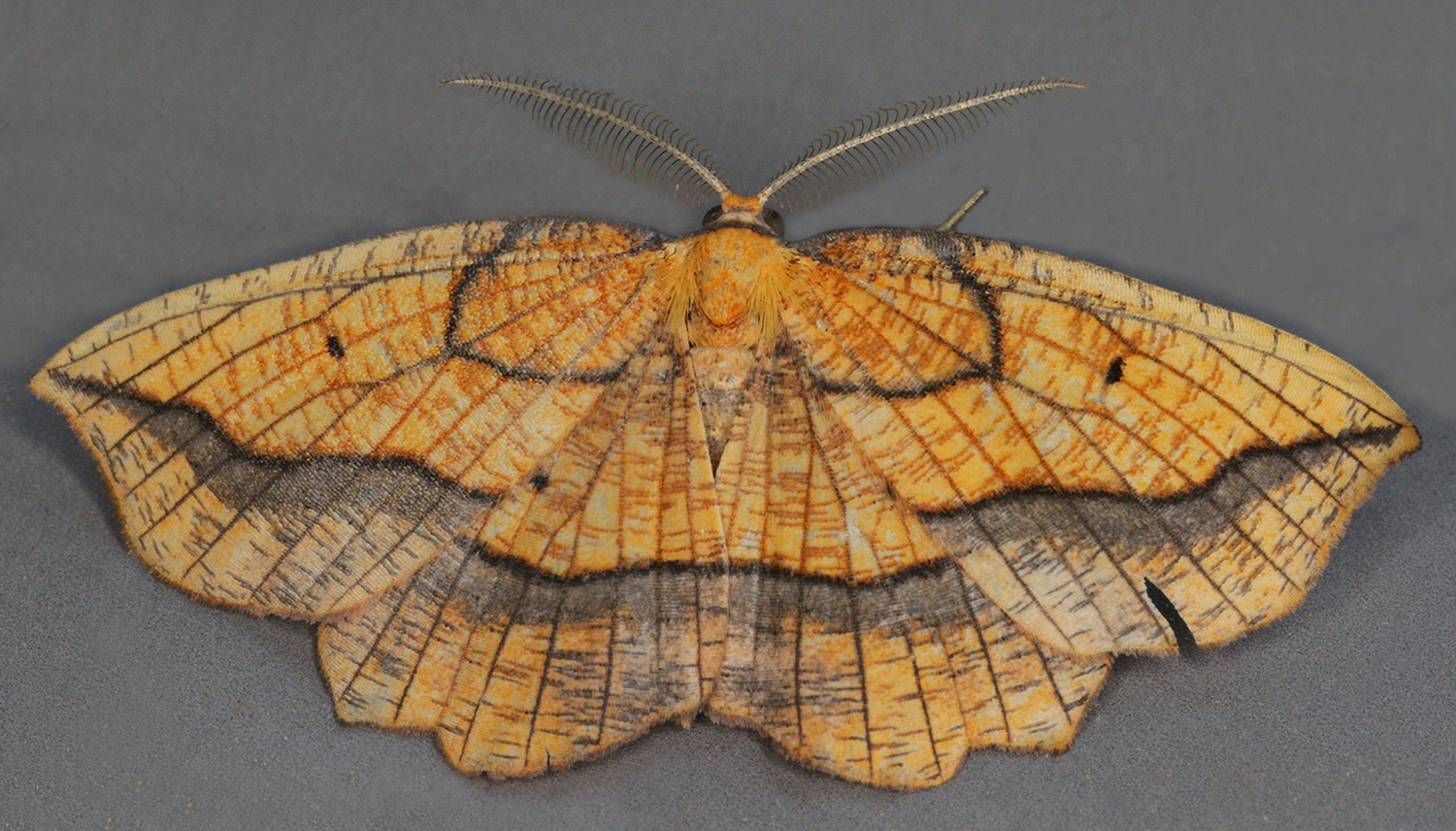
Weiden-Saumbandspanner, Männchen

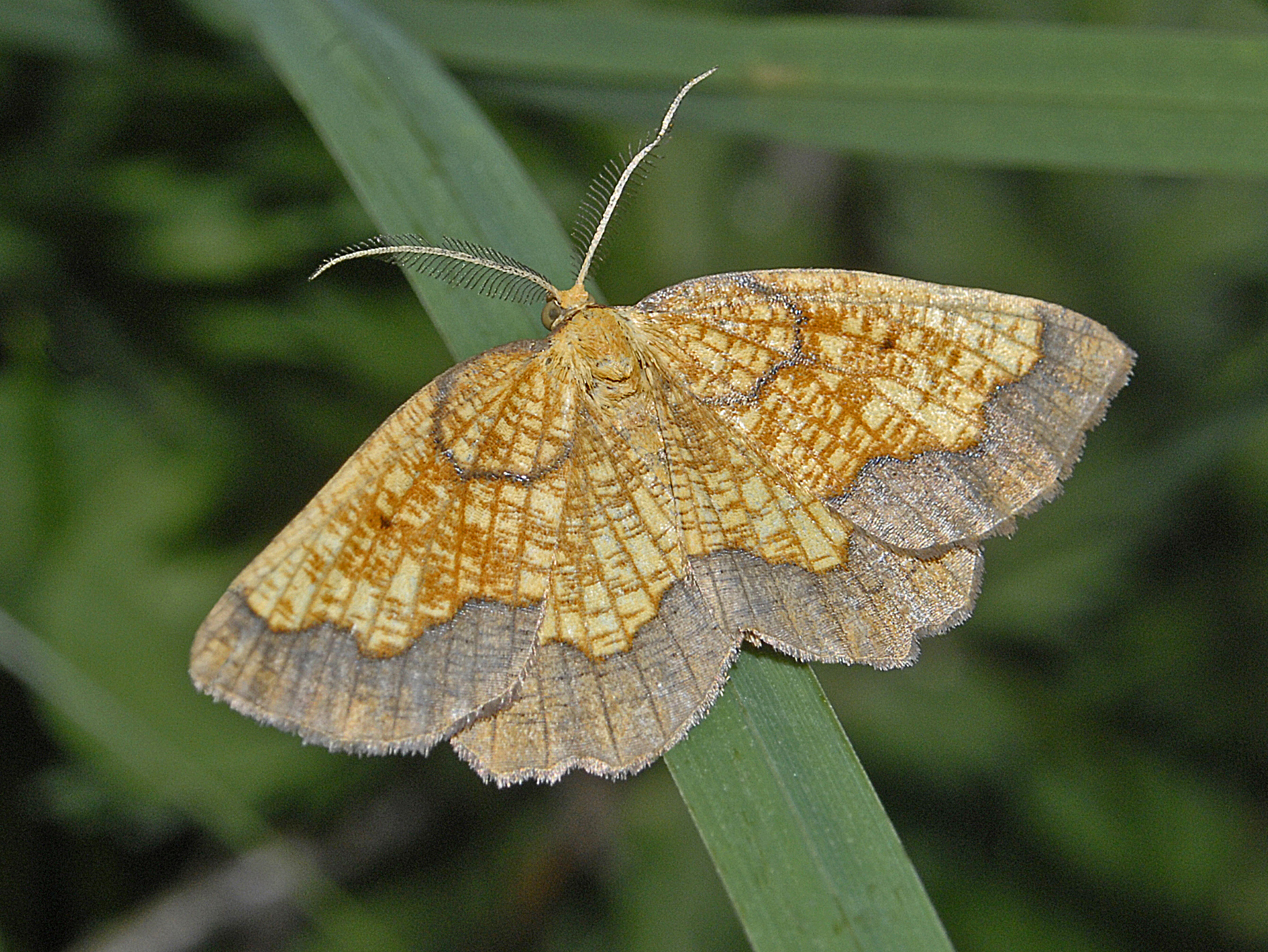
Espen-Saumbandspanner, Männchen (zum Vergleich)

Der Weiden-Saumbandspanner (Epione repandaria, Syn.: Epione apiciaria) ist ein Schmetterling aus der Familie der Spanner (Geometridae). Im englischen Sprachgebrauch wird die Art als Bordered Beauty (Gesäumte Schönheit) bezeichnet.

## Merkmale

### Falter
Die Falter erreichen eine Flügelspannweite von 23 bis 29 Millimetern. Zwischen den Geschlechtern besteht kein Sexualdimorphismus. Die Flügelfarbe variiert auf der Oberseite von ockergelb bis hin zu gelborange und ist mit einer feinen roten bis rotbraunen Querstrichelung versehen. Auf der Vorderflügeloberseite hebt sich die spitzwinklig verlaufende innere Querlinie schwärzlich ab. Die ebenfalls schwärzliche äußere Querlinie beginnt direkt in der Flügelspitze, ist Richtung Saum breit violett grau angelegt, verläuft bis zur Mitte des Innenrandes und setzt sich auf den Hinterflügeln fort. Ein schwarzer Diskalfleck ist punktförmig. Die Fühler der Männchen sind beidseitig lang bewimpert, diejenigen der Weibchen sind borstenförmig.

### Ei
Das Ei hat eine ovale Form. Es ist orange rötlich gefärbt und mit gelben Flecken überzogen.

### Raupe
Ausgewachsene Raupen  haben eine graubraune bis rotbraune, seltener auch grünliche Farbe, sind im vorderen Drittel leicht verjüngt und zeigen weißliche Punktwarzen. Auf dem Rücken heben sich mehr oder weniger deutliche helle Rautenflecke ab. In gestreckter Haltung wirken die Raupen wie vertrocknete, abgebrochene kleine Äste und sind so vor Fressfeinden gut geschützt.

### Ähnliche Arten
Beim ähnlich gefärbten Falter des Espen-Saumbandspanners (Epione vespertaria) beginnt die äußere Querlinie am Vorderflügelvorderrand und nicht in der Flügelspitze.

## Verbreitung und Lebensraum
Das Verbreitungsgebiet des Weiden-Saumbandspanners erstreckt sich durch Europa, einschließlich der Britischen Inseln bis zum Amur. Hauptlebensraum sind feuchte Gebiete, beispielsweise Bruchwälder, Flussniederungen, Ufergebiete und Moore. In den Alpen steigt die Art bis auf 1600 Meter Höhe.

## Lebensweise
Die Falter sind nachtaktiv und fliegen in der Regel in einer Generationen in den Monaten Mai bis September. Gelegentlich tritt in warmen Regionen eine unvollständige zweite Generation auf. Nachts erscheinen die Falter an künstlichen Lichtquellen. Die Raupen ernähren sich von den Blättern von Weiden (Salix),  Pappeln (Populus), Erlen (Alnus) oder Schlehdorn (Prunus spinosa). Die Art überwintert im Eistadium.